# شهریار (زرقان)
شهریار (شیراز)، محله ای از توابع بخش زرقان شهرستان شیراز در استان فارس ایران است.
این روستا در بخش زرقان قرار دارد و بر اساس سرشماری مرکز آمار ایران در سال ۱۳۸۵، جمعیت آن ۲٬۵۸۱ نفر (۵۵۱خانوار) بوده‌است.